# Louis Pergaud
Louis Pergaud (n. 22 ianuarie 1882, Belmont⁠(d), Franche-Comté⁠(d), Franța – d. 8 aprilie 1915, Fresnes-en-Woëvre, Lorraine⁠(d), Franța) a fost un scriitor francez, poet de război și soldat care a câștigat Premiul Goncourt în 1910. 
Cea mai importantă lucrare a sa a fost romanul La Guerre des boutons (1912). A fost retipărit de peste 30 de ori și este inclus în programa franceză de liceu.
Profesor de profesie, Pergaud a intrat în conflict cu autoritățile romano-catolice în legătură cu punerea în aplicare a separării Bisericii de Stat a celei de-a Treia Republici Franceze, adoptată în 1905. În 1907, Pergaud s-a mutat la Paris pentru a-și continua cariera literară. Lucrările în proză ale lui Pergaud sunt adesea considerate a reflecta influențele mișcărilor realiste, decadente și simboliste. A fost ucis la 33 de ani în aprilie 1915, în urma unui incendiu în timp ce se afla într-un spital de campanie din spatele liniilor germane; a slujit alături de armata franceză lângă Marchéville-en-Woëvre în timpul primului război mondial.
La Guerre des boutons a fost adaptat de cinci ori ca film, de patru ori în producții franceze și o dată într-o producție irlandeză. A fost adaptat cel mai recent în Franța în două filme lansate în aceeași săptămână din septembrie 2011. Ambele aveau acțiunea în secolul al XX-lea.